# Cronaca di Seert
La Cronaca di Seert, chiamata anche Storia nestoriana, è una cronaca, ovvero un saggio storico, scritto in origine da un anonimo in lingua siriaca, ma conservato unicamente in una copia in arabo.

## Storia
La Cronaca è giunta fino a noi in due volumi: il primo fu scoperto nella biblioteca del patriarcato caldeo di Mosul e oggi conservato a Baghdad; il secondo fu scoperto da Addai Scher, ultimo vescovo della sede di Seert dei Caldei, nella biblioteca del suo episcopio e oggi conservato nella Biblioteca nazionale di Francia. Quest'ultima scoperta, assieme agli studi condotti da Mar Addai, sono all'origine del nome della Cronaca: Seert, l'odierna Siirt in Turchia.
I due volumi mancano delle rispettive parti iniziali e finali e raccontano la storia dei catholicoi di Seleucia-Ctesifonte, primati della Chiesa d'Oriente, accompagnata dagli eventi storici contemporanei nell'impero persiano dei Sasanidi e nell'impero romano, e dalle biografie di monaci e di personaggi importanti dell'epoca, soprattutto di re persiani e imperatori romani e bizantini. Il primo volume va dal regno di Valeriano (253-260) fino al pontificato del catholicos Mar Perūkbūkt (o Farbokht), verso il 420; il secondo racconta la storia della Chiesa nestoriana dal pontificato di Mar Babowai (457-484) fino agli inizi di quello di Mar Ishoʿyahb III (649-660), dopo la conquista mussulmana, giudicata positivamente.
Sulla data di composizione della Cronaca, una allusione al califfo fatimide Ali az-Zahir, morto di peste nel 1036, ha portato alcuni studiosi a datare l'opera all'XI secolo. Come mostrano gli studi di Addai Scher, l'allusione a Ali az-Zahir può essere una interpolazione del traduttore arabo dell'originale in lingua siriaca, oppure di un successivo copista arabo.
Pierre Nautin ha però dimostrato che la Cronaca di Seert è servita da principale fonte per la stesura nel 1019 della Cronografia di Elia di Nisibi, nella quale è indicato, in sei occasioni, come autore della Cronaca Ishodenah di Bassora, il metropolita nestoriano dell'Arcieparchia di Bassora, vissuto nel IX secolo. Di questo vescovo è stato conservato, in lingua siriaca, il Libro della castità (Liber castitatis), raccolta di brevi biografie dei padri fondatori dei monasteri nell'impero persiano e arabo. Ébedjésus di Nisibi, nel Catalogo della sua biblioteca, attribuisce a Ishodenah una storia ecclesiastica (qlisiasṭiqi), di cui la Cronaca di Seert potrebbe essere la traduzione araba. Jean Maurice Fiey è tuttavia restio ad attribuire la Cronaca al metropolita di Bassora.

## Edizione critica
- (FR, AR)  Addai Scher, Histoire nestorienne inédite: Chronique de Séert. Première partie, in Patrologia Orientalis, tomo IV (1908), fasc. 3 e tomo V (1910), fasc. 2
- (FR, AR)  Addai Scher, Histoire nestorienne inédite: Chronique de Séert. Seconde partie, in Patrologia Orientalis, tomo VII (1911), fasc. 3 e tomo XIII (1919), fasc. 4